# Eugène Lizero

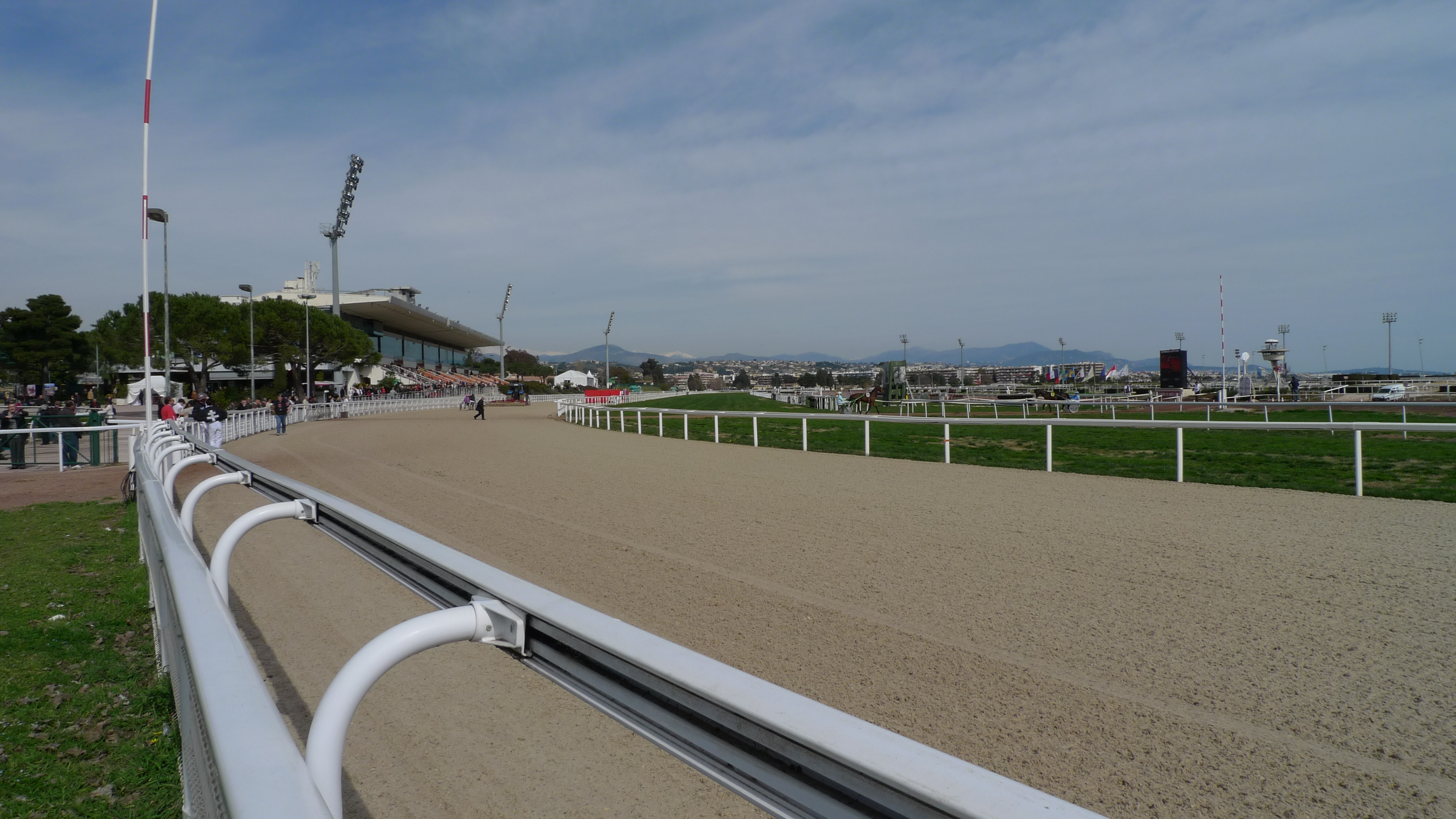
Hippodrome de la Côte d'Azur.

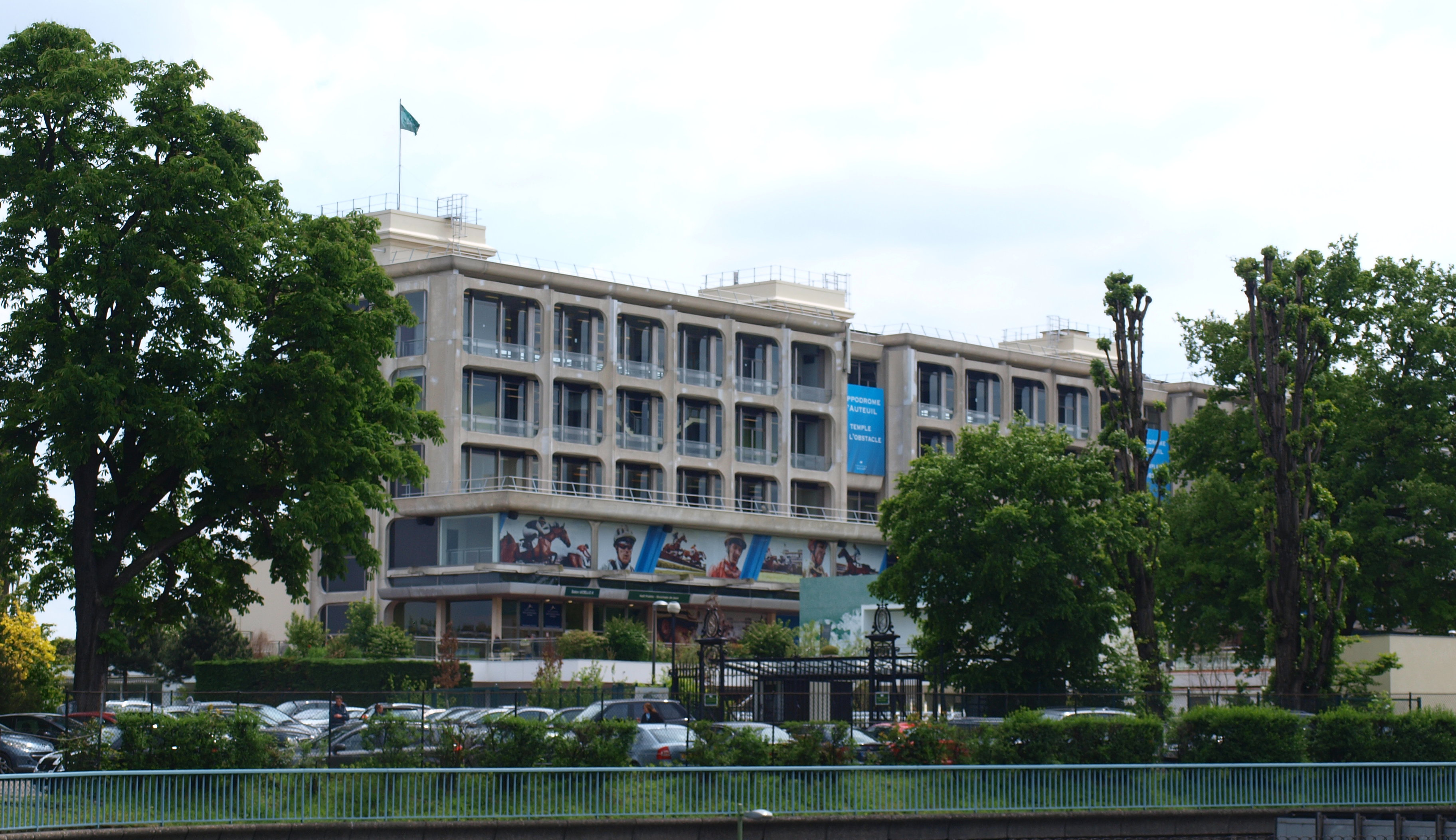
Hippodrome d'Auteuil.

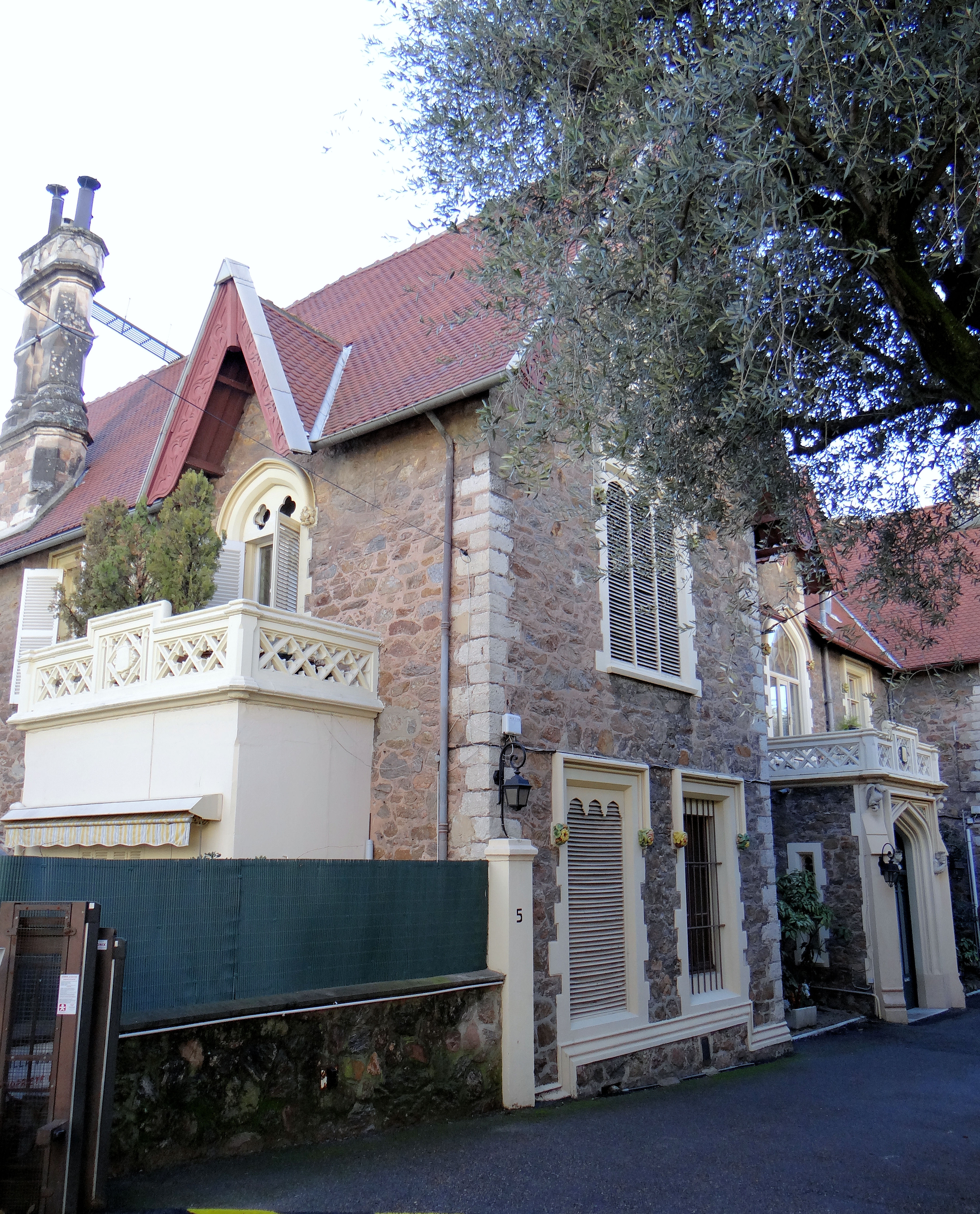
Villa Victoria.

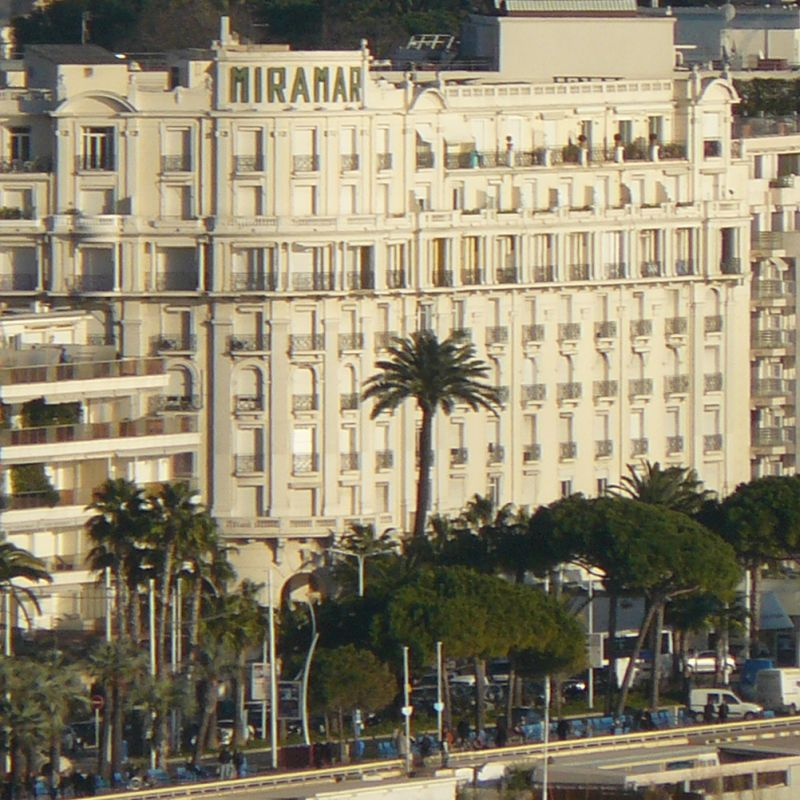
Résidence Miramar.

Eugène Lizero est un architecte français né le 8 février 1907 à Cannes et mort le 26 octobre 1986 dans la même ville. Il est l'un des principaux architectes des champs de courses en France. Il construit l'hippodrome de la Côte d'Azur et transforme plusieurs installations hippiques en Île-de-France. Il restructure des hôtels et villas du patrimoine balnéaire de Cannes et bâtit entre 1955 et 1975 la plupart des nouveaux immeubles de logements de sa ville natale. Son style art déco et moderniste s'insère dans l'architecture des Trente Glorieuses.

## Biographie
Fils d'Augustin Lizero, wattman, et de Marie Seneca, Eugène Lizero naît à Cannes le 8 février 1907. Il épouse Fernande Lautier le 2 juillet 1929. Ils ont une fille prénommée Suzanne. L'annulation de ce mariage date du 24 avril 1945. Il épouse Odette Arlie le 28 mars 1946. Il est membre du Touring club de France, de l'Automobile Club d'Île-de-France, de l'Automobile Club de Cannes et du Rotary Club de Cannes dont il est gouverneur de 1977 à 1978,. Il meurt à Cannes  le 26 octobre 1986  l'âge de 80 ans.

## Carrière
Il possède une agence à Cannes, 134 boulevard de la Croisette, et une autre à Paris, 36 rue Paul-Valéry dans le 16e arrondissement. Il est l'un des principaux architectes des champs de courses en France. Son cabinet conçoit les nouvelles tribunes et autres bâtiments des hippodromes d'Île-de-France (Auteuil, Maisons-Laffitte, Saint-Cloud, Enghien) et il construit les installations de Pau et de Cagnes-sur-Mer. Il aménage des casinos, hôtels et villas du patrimoine balnéaire de Cannes, bâtit la plupart des nouveaux immeubles de logements de sa ville natale avec leurs équipements commerciaux et construit des immeubles à Mandelieu-la-Napoule, Le Cannet, Vallauris et en région parisienne. Son style art déco et moderniste s'insère dans l'architecture des Trente Glorieuses.

### Hippodromes
Dans les années 1950-1956, il construit l'hippodrome de la Côte d'Azur à Cagnes-sur-Mer en collaboration avec l'architecte niçois Roger Séassal.
Il remplace, en 1954, pour la Société sportive d'encouragement, la maison de l'administrateur, la tribune, le paddock, les pavillons, les guichets et les stalles de l'hippodrome de Saint-Cloud, par des constructions en béton et parements de briques,,.
À Maisons-Laffitte, il s'associe aux cabinets Leriche et Milanovitch pour concevoir en 1970 l'hippodrome « le plus moderne d’Europe » d’une capacité de 3 500 places debout et 2 500 places assises dans trois bâtiments de 3 650 mètres carrés comprenant un restaurant panoramique.
À Auteuil, son cabinet fait le choix en 1976 d'une structure de béton armé doublé de plaques de béton plus clair et d'une menuiserie inox pour les nouvelles tribunes érigées sur le côté du pesage en prolongement du bâtiment initial et en respect de l'architecture caractéristique de son époque. La capacité d'accueil est ainsi augmentée de 3 600 à 8 600 places,.

### Patrimoine balnéaire de Cannes
Nombre de réalisations d'Eugène Lizero, transformation de villas ou construction d'immeubles ex nihilo, sont versées à l'Inventaire général du patrimoine culturel au titre du recensement du patrimoine balnéaire de Cannes.
En 1943, Eugène Lizero réaménage les quatre étages de l'Hôtel Canberra construit vers 1882 sous le nom d'Hôtel de Russie puis renommé Hôtel Cosmopolitain et situé à l'angle de la rue d'Antibes (no 120) et de la rue Emmanuel Signoret (no 1 à 3) dans le quartier du centre ville, première intervention connue de l'architecte sur le patrimoine cannois. En 1947, le propriétaire américain du château de Font-de-Veyre, ou Villa Allegria, construite en 1870 et située 2 avenue de Font-de-Veyre dans le quartier de La Croix-des-Gardes, commande à Lizero d'importants travaux de réparation. En 1950, le domaine de la Villa Fiorentina, construite en 1880 pour sir Julian Goldsmid, habitée ensuite par le comte Philippe Vitali, le baron von Weinberg puis la princesse Daria Karageorgevitch (en) et utilisée par l'état-major américain durant la Deuxième Guerre mondiale est loti. La maison du 5 avenue de Poralto, dans le quartier de la Californie est transformée par Eugène Lizero et Louis Lafond,.
Construit en 1929 dans le quartier de la Pointe Croisette par l'architecte niçois Roger Séassal, le Casino d'été du Palm Beach de la place Franklin-Roosevelt subit les bombardements de la Seconde Guerre mondiale. L'administrateur de la Société Cannes balnéaire le fait restaurer en 1947 et commande en 1951 à Eugène Lizero et Louis Lafond le réaménagement de la piscine et de ses abords. Toujours en 1951, les deux architectes divisent en appartements la Villa Cypris située 6 avenue Amiral-Wester-Weymiss, dans le quartier anglais de la Croix-des-Gardes, qui avait accueilli le duc de Monpensier et le prince Chtcherbatov en 1870. En 1952, toujours en collaboration avec Louis Blanc, Lizero divise en appartements la Villa Victoria, située 7 avenue du Docteur-Raymond-Picaud dans le même quartier, construite en 1853 par l'architecte anglais Thomas Smith pour sir Thomas Robinson Woolfield et qu'avait habitée lord Charles Murray[Lequel ?] et la baronne douairière James de Rothschild[Laquelle ?][réf. nécessaire] .
En 1955, il divise en appartements l'ancien Hôtel Miramar construit en 1927 par l'architecte niçois Charles Dalmas à l'emplacement de la Villa des Bambous et devenu la Résidence Miramar située 65 boulevard de la Croisette dans le quartier du même nom,. En 1958, il construit pour la Société nouvelle immobilière réserve Miramar, à l'emplacement du jardin situé à l'arrière de l'ancienne Villa des Bambous, 18 rue Rouaze, un immeuble de sept étages aux balcons filants de caractère moderniste dont le rez-de-chaussée est destiné à des commerces, le Palais Rouaze,. La Villa Bellombre construite en 1875 pour le comte de Bardi au 74 boulevard de la Croisette est remplacée en 1955 par un immeuble surélevé en 1959 à neuf étages par Eugène Lizero en collaboration avec l'ingénieur Turbot. L'immeuble de style moderniste, en « U » avec balcons filants, est désormais dénommé Résidence Henri IV,. Lizero achève en 1962 la construction du Palais Réal, qu'il a conçu en 1958 pour la SCI Tripet-Madrid au 13 de l'avenue du Parc-Madrid dans le quartier de la Pointe Croisette. L'ensemble, de caractère moderne, est constitué de deux immeubles de sept étages aux larges balcons,.
En 1969 ou 1973 selon les sources la Villa des Fleurs puis Solignac construite à la fin du XIXe siècle au 39 avenue du Roi-Albert-1er dans le quartier de la Californie est remplacée par les vingt-deux logements de la Résidence Hinata réalisée par Lizero en collaboration avec son associé Hans Barreth et constituée par un immeuble de quatre étages en haut du terrain, deux immeubles de 2 étages aux balcons et au toit-terrasse végétalisé et une construction en rez-de-chaussée entourant la piscine et construits à l'emplacement des serres implantées sur les 8 000 mètres carrés du jardin précédemment destiné à la culture des fleurs,,. En 1971, Eugène Lizero et son associé Hans Barreth construisent les soixante-dix appartements en gradins avec jardins des deux immeubles de quatre étages constituant la Résidence Le Camarat au 77 du boulevard Leader dans le quartier de la Croix-des-Gardes,,, signalée comme caractéristique de l'architecture des Trente Glorieuses.
En 1973 il remplace, pour l'administrateur de la Société fermière du casino municipal de Cannes Y. de Félix, en association avec l'architecte parisien Roger Taillibert, l'Hôtel Montfleuri, construit au 48 boulevard Montfleury dans le quartier de la Californie entre 1877 et 1919 par James Warnery et Léon Le Bel, par un immeuble d'appartements, de sept étages en « L » aux élévations en béton coffré ornementées de balcons et de loggias, la Résidence Montfleury, également considérée comme caractéristique de l'architecture des Trente Glorieuses. La Villa Mariposa érigée en 1878 au 56 et 58 avenue du Roi-Albert-1er à Super-Cannes est démolie et remplacée par les dix-huit appartements de la résidence de grand standing construite en 1973 pour le promoteur immobilier Gabriel Harrison par Eugène Lizero et Hans Barreth, sur un projet de Sir Basil Spence qui a choisi le cabinet Lizero comme consultant en France. L'ensemble est constitué d'immeubles sur plans carrés décalés de deux et trois étages entourés de balcons et complétés par une piscine installée sur la terrasse de la partie est. Le jardin de l'ancienne villa est reconfiguré tout en conservant certaines plantations. Une piscine est aménagée sur la toiture du local technique remplaçant les anciennes serres,,.

### Autres immeubles de logements
En 1959 il construit au 101 avenue Jean-Lolive à Pantin en Seine-Saint-Denis, deux immeubles de logements sociaux de neuf étages en copropriété de style moderniste utilisant la pierre de taille et s'harmonisant avec la réalisation de Fernand Pouillon voisine.
En 1961, il réalise dans le quartier cannois de La Bocca une série de six immeubles au caractère moderne de quatre étages et cent-soixante-quatorze logements complétée par un bâtiment en rez-de-chaussée destiné à des commerces, la résidence Les Caravelles, située 121 avenue Michel Jourdan et avenue des Buissons ardents. Vers 1965, l'immeuble de huit étages de style moderniste de la Résidence Patricia en copropriété conçue par Lizero voit le jour à l'angle de la rue Léon-Noël (no 7) et de l'avenue du Maréchal Gallieni (no 42), à l'est du boulevard Carnot dans le quartier Prado - République. Un an plus tard, en 1966, il construit un nouvel immeuble de logements et commerces de six étages à quelque trois cents mètres à vol d'oiseau, Le Rosemary, cette fois à l'ouest du boulevard Carnot, au 33 de l'avenue Saint-Jean, dans le quartier Riou - Petit Juas - Av. de Grasse. La même année il réitère l'opération avec les résidences Les Turquoises au 8 boulevard Sadi Carnot et Le Franklin, à l'angle de la rue Jules Ferry et de l'avenue Franklin Roosevelt au Cannet. Il réalise encore, vers 1969, le Foyer La Fraternelle, une maison de retraite d'une capacité de vingt-quatre logements dans un immeuble de six étages, 34 avenue Auguste Renoir à Cagnes-sur-Mer, la résidence des Antilles, un immeuble de huit étages 5 à 7 rue du Sergent Gazan et rue Borniol dans le quartier Riou - Petit Juas - Av. de Grasse à Cannes ; en 1971, les deux bâtiments de quatre étages de la résidence Prévert au 670 avenue janvier Passero à Mandelieu-la-Napoule ; en 1972, l'immeuble de six étages de logements et commerces Le Square de la Croisette, à l'angle du boulevard Eugène Tripet (no 20) et du boulevard Alexandre III (no 24) dans le quartier de la Pointe Croisette à Cannes
Vers 1968, il construit avec le nouvel architecte de son cabinet Hans Barreth, les deux-cents logements sociaux de la résidence des Impiniers dans une série d'immeubles de trois étages, avenue Henri Barbusse à Vallauris,. Ils construisent encore ensemble, en 1969, cinquante logements dans l'immeuble de cinq étages de la résidence des Santons, au 195 avenue janvier Passero à Mandelieu-la-Napoule,, soixante-douze appartements sur les six étages de la résidence Eden Park, au 35 de l'avenue du Docteur-Raymond-Picaud dans le quartier de la Croix-des-Gardes à Cannes, ; en 1970, les cent-dix-huit logements sociaux de la résidence Le Fournas, série d'immeubles de cinq étages, à l'angle de l'avenue Pablo Picasso (no 25) et de l'avenue des Martyrs de la Résistance à Vallauris,, les quatre-cent-quinze appartements répartis dans les trois tours de treize étages et les deux immeubles de cinq étages de la résidence des Jardins de l'étoile complétée par des équipements commerciaux, 44 avenue Franklin Roosevelt au Cannet, ; en 1971, les trois-cent-trente-deux appartements répartis dans les trois tours de treize étages et les vingt-et-un immeubles de six étages de la résidence des Mirandoles, 69 chemin de l'Aubarède au Cannet,, l'immeuble de huit étages de la résidence Antarès abritant cinquante appartements et des commerces à l'angle de la rue d'Antibes (no 136) et de la rue de Lérins à Cannes,.

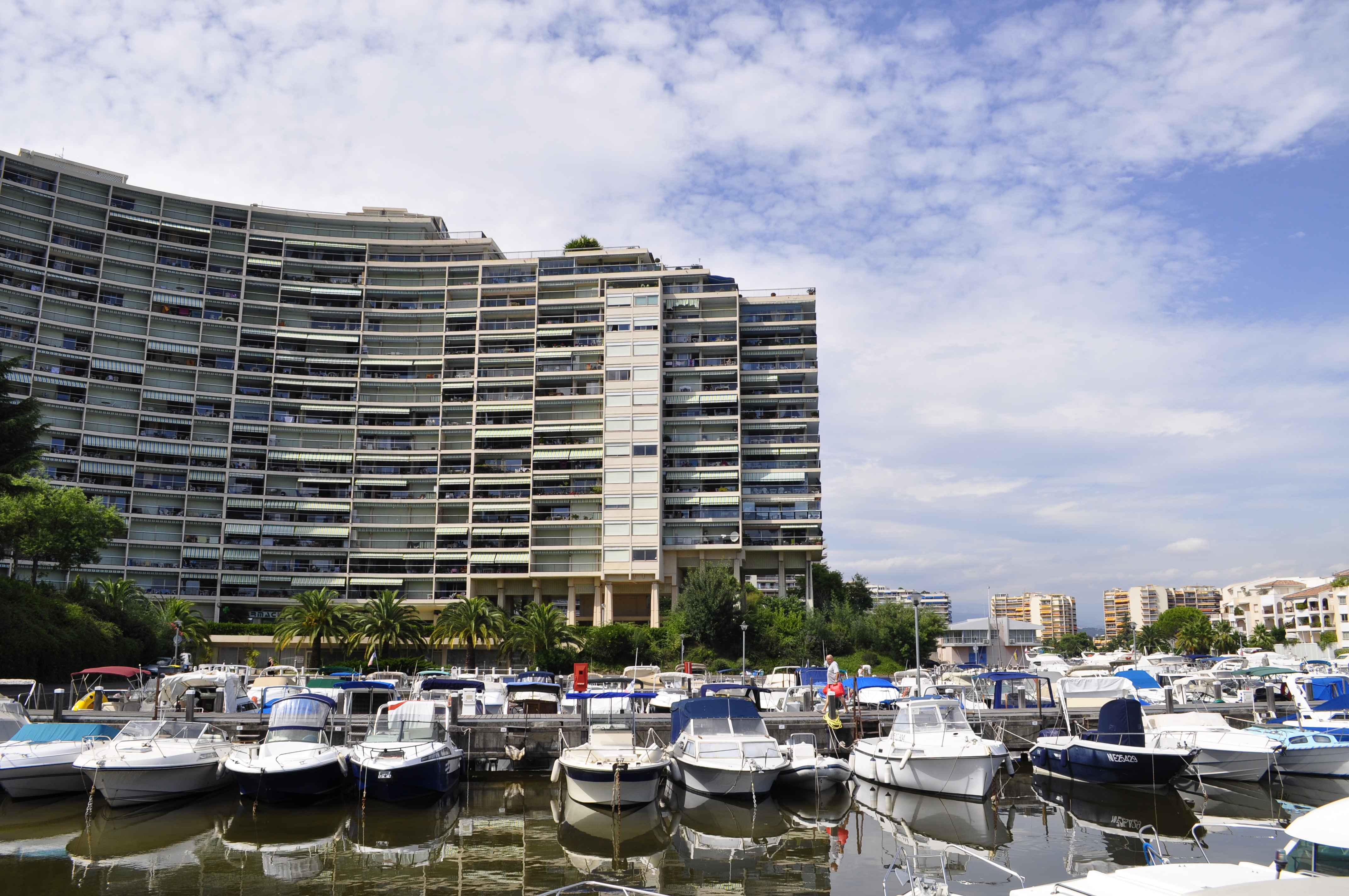
Cannes Marina

Vers 1972, toujours avec Hans Barretth, il réalise les cent-cinquante appartements de la résidence Ithaque dans l'immeuble de cinq étages s'étirant du 20 au 32 de la rue René Dunan dans le quartier de La Bocca à Cannes,, puis vers 1974 encore cent-cinquante logements dans les trois immeubles arrondis de quatre étages du parc Penh Chai, boulevard de l'Olivetum au Cannet, ; vers 1975, neuf appartements dans l'immeuble de quatre étages de la résidence Eden Palm, 11 avenue du Maréchal Kœnig dans le quartier de la Californie,, quatre-vingt-dix appartements dans l'immeuble de sept étages de la résidence Apollo au numéro 30 de la même rue,, les quatre-vingt-dix logements, commerces et restaurants de l'immeuble de huit étages de la résidence Centre Croisette (ex résidence Saint-Michel) au 54 boulevard de la Croisette, et les trois-cent-vingt-cinq logements de la résidence La Licorne répartis dans l'immeuble de neuf étages aux formes courbes qui accueille également un hôtel, un théâtre et la mairie annexe du quartier de La Bocca, au 23 avenue Francis Tonner à Cannes,. 1975 est la dernière année d'activité connue d'Eugène Lizero dans le domaine du logement à Cannes et l'année de la réalisation avec Hans Barreth, du complexe de Cannes Marina à Mandelieu-la-Napoule, retenu comme patrimoine architectural des Trente Glorieuses, avec la construction, avenue de la Marine royale, des immeubles Le Surcouf, Le Concorde et Le Suffren, de respectivement dix-sept, seize et treize étages disposés en arc de cercle autour d'une piscine implantée dans un parc arboré face au port de la marina et enfin, avenue du Riou, des trois-cents logements répartis dans quatre immeubles trilobés de neuf et six étages reliés par un bâtiment de quatre étages aux toits-terrasses végétalisés et disposés autour d'une place centrale pavée de motifs géométriques et équipée de commerces, la résidence de l'Ilette du Riou.

### Autres réalisations

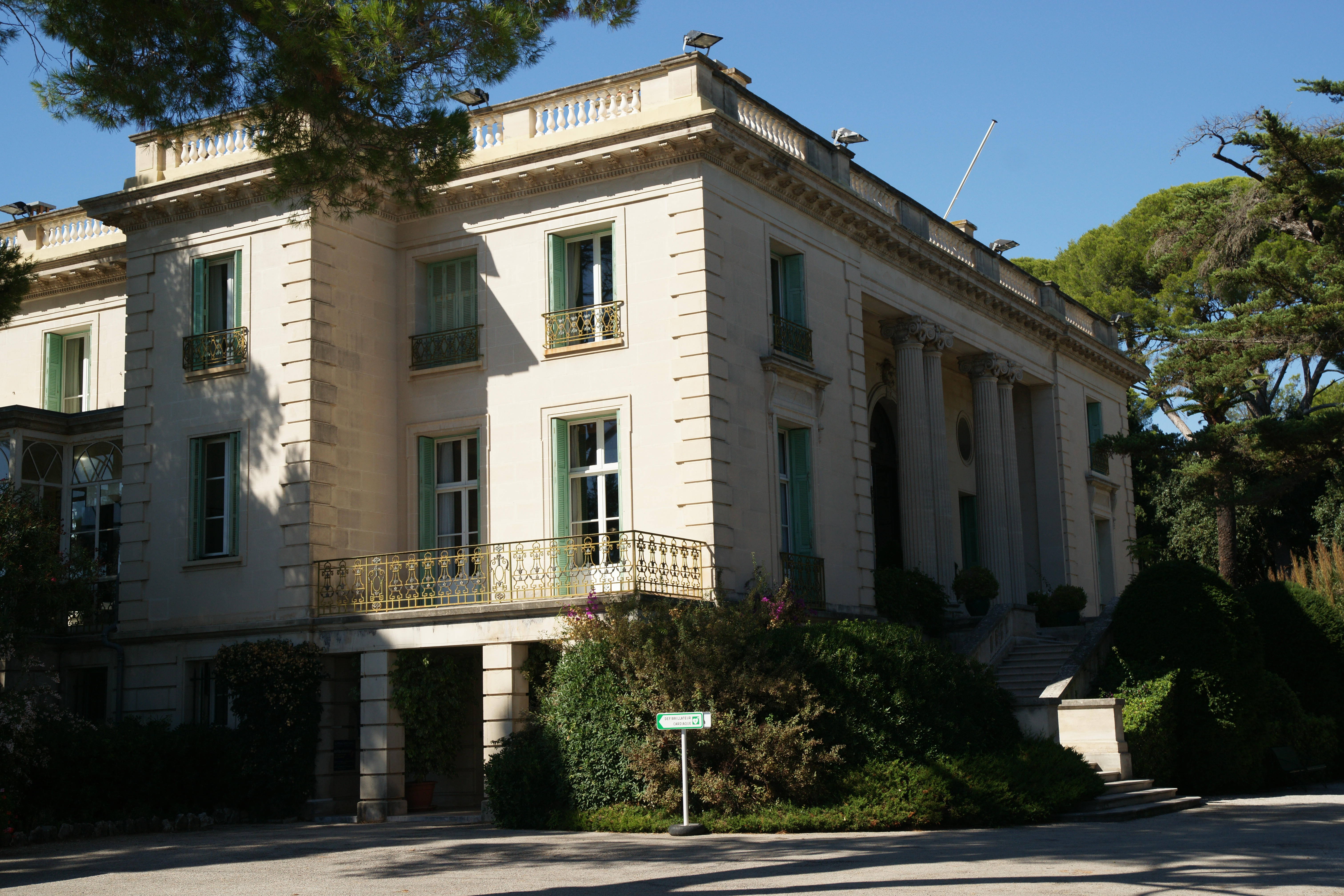
Villa Eilenroc

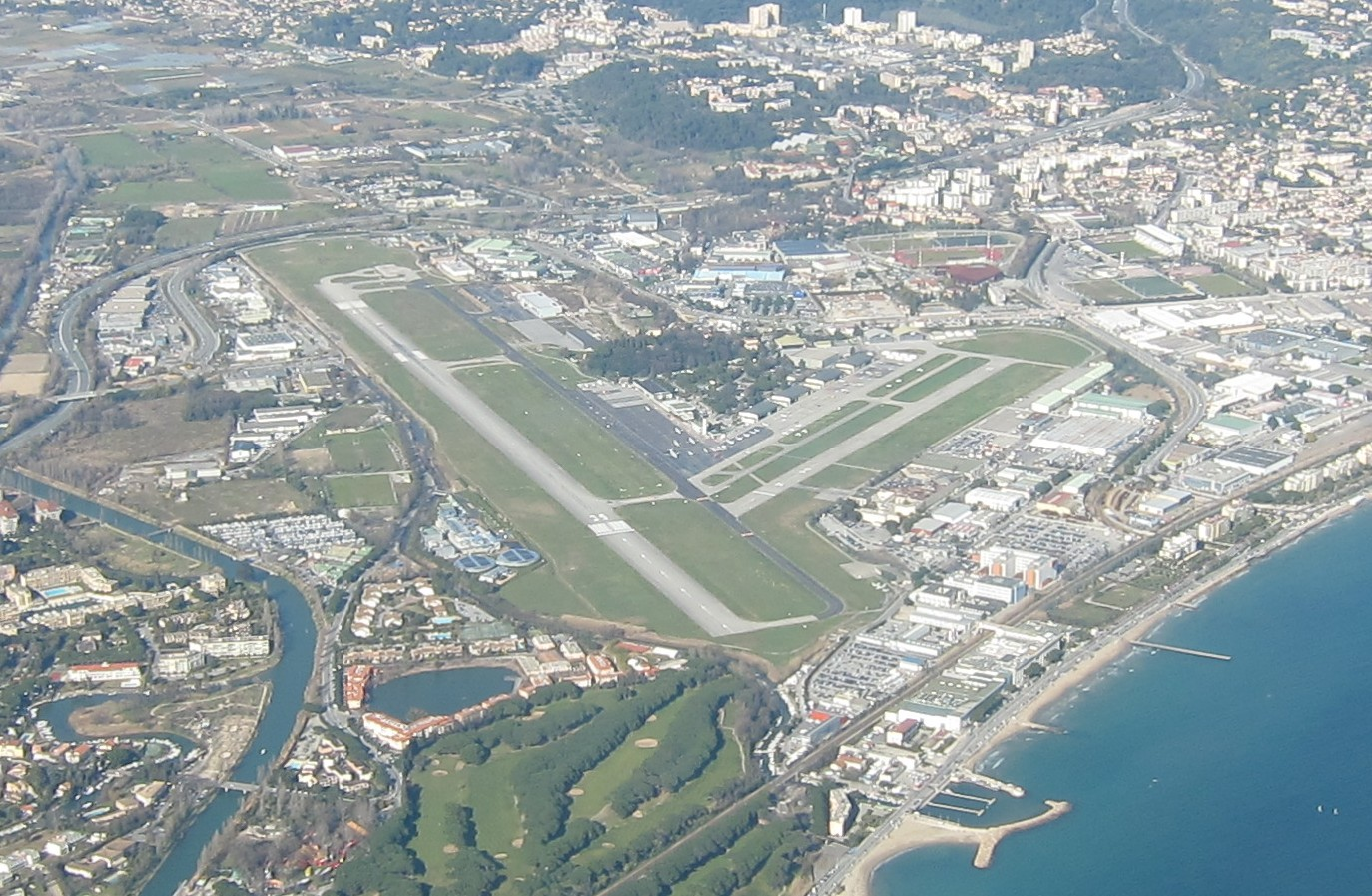
Aéroport de Cannes-Mandelieu

Il réalise en 1956 une extension de la Villa Eilenroc à Antibes consistant en la construction d'une salle à manger et en la couverture de la cour, extension minimaliste par rapport au projet initial de l'architecte niçois Joseph Thibaut non mis à exécution. Eugène Lizero est, avec Emmanuel Bellini, associé à l'architecte catalan Josep Lluís Sert pour la réalisation de la Fondation Maeght à Saint-Paul-de-Vence inaugurée en 1964. Il construit vers 1973 les cinq bâtiments du collège des Bréguières d'une capacité d'accueil de neuf-cent-quatre-vingt-dix élèves à Cagnes-sur-Mer.
En 1974, il construit l'ancien incinérateur de l'île Sainte-Marguerite en baie de Cannes, en collaboration avec son associé Hans Barreth,. Tous deux sont également associés pour la construction de l'aéroport de Cannes-Mandelieu, du phare du Vieux-Port de Cannes, du centre d'entraînement de l'hippodrome de la Côte d'Azur, de la Caisse mutuelle agricole de Gap mais aussi pour des projets en Afrique : un centre d'affaires et un hôtel de trois-cents chambres à Abidjan en Côte d'Ivoire, un hôtel de deux-cent-cinquante chambres à Bangui en République centrafricaine et le plan d'aménagement d'un quartier de mille cinq-cents logements à Ndjamena au Tchad.

### Projets non réalisés
En 1963 il propose avec les architectes cannois Gozzi et Gambouris un projet de construction de deux immeubles de trois étages destinés à remplacer le Château des Fayères situé 14 avenue de Bénéfiat, construit vers 1872 pour le comte des Fayères et qui avait accueilli le duc de Chartres puis sir Harry Mallaby-Deeley (en). Le projet n'aboutit pas et le château est finalement restauré en 1981. Un projet d'aménagement en 1967-1969 de la Pointe de la Croisette prévoyant un centre d'activités, un centre nautique, un port de plaisance, une plage, un hôtel et des habitations « avec l'objectif de créer un lieu urbain qui [améliore] la silhouette de la ville » n'a pas été réalisé, non plus que le projet déposé en 1978 en collaboration avec Henry Bernard à l'occasion du concours organisé pour la construction du palais des festivals et des congrès de Cannes.

### Chronologie et géolocalisation
Le tableau ci-dessous présente l'ensemble des réalisations du Cabinet Eugène Lizero dans l'ordre chronologique. Lire « Référence » à la place de « Protection » en tête de l'antépénultième colonne. La colonne « date » indique la date d'intervention de l'architecte cannois et non la date initiale de construction lorsqu'il s'agit de la restructuration d'un bâtiment du patrimoine balnéaire de Cannes ou d'un hippodrome. Le classement est strictement chronologique par défaut. Il peut être obtenu par ville et année ou par quartier et année pour Cannes en cliquant sur la flèche en tête des colonnes « commune » ou « adresse ».
| Monument                                                           | Commune              | Adresse                                                                  | Coordonnées                       | Notice | Protection                                                  | Date | Illustration                                                       |
| ------------------------------------------------------------------ | -------------------- | ------------------------------------------------------------------------ | --------------------------------- | ------ | ----------------------------------------------------------- | ---- | ------------------------------------------------------------------ |
| Hôtel Canberra (restructuration)                                   | Cannes               | 120 rue d'Antibes 1-3 rue Emmanuel Signoret Centre-ville - Croisette     | 43° 33′ 07″ nord, 7° 01′ 34″ est  |        | Patrimoine balnéaire « Base Mérimée », notice no IA06000493 | 1943 | Image manquante Téléverser                                         |
| Château de Font-de-Veyre (restructuration)                         | Cannes               | 2 avenue de Font-de-Veyre La Croix-des-Gardes                            | 43° 33′ 05″ nord, 6° 59′ 19″ est  |        | Patrimoine balnéaire « Base Mérimée », notice no IA06000206 | 1947 | Image manquante Téléverser                                         |
| Villa Fiorentina (restructuration)                                 | Cannes               | 5 avenue de Poralto Californie - Pezou                                   | 43° 33′ 37″ nord, 7° 01′ 57″ est  |        | Patrimoine balnéaire « Base Mérimée », notice no IA06000314 | 1950 | Image manquante Téléverser                                         |
| Casino d'été du Palm Beach (piscine et abords)                     | Cannes               | Place Franklin-Roosevelt Pointe Croisette                                | 43° 32′ 10″ nord, 7° 02′ 14″ est  |        | Patrimoine balnéaire « Base Mérimée », notice no IA06000113 | 1951 | Image manquante Téléverser                                         |
| Villa Cypris (restructuration)                                     | Cannes               | 6 avenue Amiral-Wester-Weymiss La Croix-des-Gardes                       | 43° 33′ 04″ nord, 6° 59′ 42″ est  |        | Patrimoine balnéaire « Base Mérimée », notice no IA06000127 | 1951 | Image manquante Téléverser                                         |
| Villa Victoria (restructuration)                                   | Cannes               | 7 avenue du Docteur-Raymond-Picaud La Croix-des-Gardes                   | 43° 33′ 03″ nord, 7° 00′ 16″ est  |        | Patrimoine balnéaire « Base Mérimée », notice no IA06000179 | 1952 | Villa Victoria (restructuration)                                   |
| Hippodrome de Saint-Cloud (restructuration)                        | Saint-Cloud          | 1 rue du Camp-canadien                                                   | 48° 51′ 19″ nord, 2° 12′ 09″ est  |        | Inventaire général « Base Mérimée », notice no IA00064636   | 1954 | Hippodrome de Saint-Cloud (restructuration)                        |
| Résidence Miramar (restructuration)                                | Cannes               | 65 boulevard de la Croisette Centre-ville - Croisette                    | 43° 32′ 55″ nord, 7° 01′ 45″ est  |        | Patrimoine balnéaire « Base Mérimée », notice no IA06000726 | 1955 | Résidence Miramar (restructuration)                                |
| Villa Eilenroc (extension)                                         | Antibes              | 460 avenue Mrs Beaumont                                                  | 43° 32′ 53″ nord, 7° 07′ 48″ est  |        | « Base Mérimée », notice no IA06001161                      | 1956 | Villa Eilenroc (extension)                                         |
| Hippodrome de la Côte d'Azur (construction)                        | Cagnes-sur-Mer       | 2 boulevard John-Fitzgerald-Kennedy                                      | 43° 39′ 02″ nord, 7° 08′ 53″ est  |        | Architecture des Trente Glorieuses                          | 1956 | Hippodrome de la Côte d'Azur (construction)                        |
| Palais Rouaze (construction)                                       | Cannes               | 18 rue Rouaze Centre-ville - Croisette                                   | 43° 32′ 57″ nord, 7° 01′ 47″ est  |        | Patrimoine balnéaire « Base Mérimée », notice no IA06000457 | 1958 | Image manquante Téléverser                                         |
| Résidence Henri IV (construction)                                  | Cannes               | 74 boulevard de la Croisette Centre-ville - Croisette                    | 43° 32′ 51″ nord, 7° 01′ 53″ est  |        | Patrimoine balnéaire « Base Mérimée », notice no IA06000395 | 1959 | Image manquante Téléverser                                         |
| Immeuble de logements sociaux (construction)                       | Pantin               | 101 avenue Jean-Lolive                                                   | 48° 53′ 33″ nord, 2° 24′ 32″ est  |        | Atlas du patrimoine Seine-Saint-Denis                       | 1959 | Image manquante Téléverser                                         |
| Résidence Les Caravelles (construction)                            | Cannes               | 121 avenue Michel Jourdan Avenue des Buissons ardents La Bocca           | 43° 33′ 32″ nord, 6° 58′ 00″ est  |        | PSS-archi.eu                                                | 1961 | Image manquante Téléverser                                         |
| Palais Réal (construction)                                         | Cannes               | 13 avenue du Parc-Madrid Pointe Croisette                                | 43° 32′ 52″ nord, 7° 02′ 16″ est  |        | Patrimoine balnéaire « Base Mérimée », notice no IA06000772 | 1962 | Image manquante Téléverser                                         |
| Château des Fayères (Projet non réalisé)                           | Cannes               | 14 avenue de Bénéfiat Californie - Pezou                                 | 43° 33′ 41″ nord, 7° 01′ 47″ est  |        | Patrimoine balnéaire « Base Mérimée », notice no IA06000345 | 1963 | Image manquante Téléverser                                         |
| Fondation Maeght (construction)                                    | Saint-Paul-de-Vence  | 623 chemin des Gardettes                                                 | 43° 42′ 09″ nord, 7° 07′ 01″ est  |        | Josep Lluis Sert Collection                                 | 1964 | Image manquante Téléverser                                         |
| Résidence Patricia (construction)                                  | Cannes               | 7 rue Léon-Noël 42 avenue du Maréchal Gallieni Prado - République        | 43° 33′ 28″ nord, 7° 01′ 05″ est  |        | PSS-archi.eu                                                | 1965 | Image manquante Téléverser                                         |
| Aéroport de Cannes-Mandelieu (construction)                        | Cannes               | 245 avenue Francis Toner La Bocca                                        | 43° 33′ 02″ nord, 6° 57′ 27″ est  |        | Inventaire Barreth                                          | 1966 | Aéroport de Cannes-Mandelieu (construction)                        |
| Résidence Le Rosemary (construction)                               | Cannes               | 33 avenue Saint-Jean Riou - Petit Juas - Av. de Grasse                   | 43° 33′ 28″ nord, 7° 00′ 50″ est  |        | PSS-archi.eu                                                | 1966 | Image manquante Téléverser                                         |
| Résidence Les Turquoises (construction)                            | Le Cannet            | 8 boulevard Sadi Carnot                                                  | 43° 34′ 34″ nord, 7° 01′ 15″ est  |        | PSS-archi.eu                                                | 1966 | Image manquante Téléverser                                         |
| Résidence Le Franklin (construction)                               | Le Cannet            | 1 rue Jules Ferry Avenue Franklin Roosevelt                              | 43° 34′ 25″ nord, 7° 00′ 00″ est  |        | PSS-archi.eu                                                | 1966 | Image manquante Téléverser                                         |
| Résidence des Impiniers (construction)                             | Vallauris            | Avenue Henri Barbusse                                                    | 43° 35′ 05″ nord, 7° 02′ 34″ est  |        | PSS-archi.eu                                                | 1968 | Image manquante Téléverser                                         |
| Résidence des Santons (construction)                               | Mandelieu-la-Napoule | 195 avenue Janvier Passero                                               | 43° 32′ 55″ nord, 6° 56′ 19″ est  |        | PSS-archi.eu                                                | 1969 | Image manquante Téléverser                                         |
| Résidence Eden Park (construction)                                 | Cannes               | 35 avenue du Docteur-Raymond-Picaud La Croix-des-Gardes                  | 43° 33′ 03″ nord, 6° 59′ 56″ est  |        | PSS-archi.eu                                                | 1969 | Image manquante Téléverser                                         |
| Résidence Les Antilles (construction)                              | Cannes               | 5 à 7 rue du Sergent Gazan Rue Borniol Riou - Petit Juas - Av. de Grasse | 43° 33′ 19″ nord, 7° 00′ 48″ est  |        | PSS-archi.eu                                                | 1969 | Image manquante Téléverser                                         |
| Foyer La Fraternelle (construction)                                | Cagnes-sur-Mer       | 34 avenue Auguste Renoir                                                 | 43° 39′ 53″ nord, 7° 09′ 07″ est  |        | PSS-archi.eu                                                | 1969 | Image manquante Téléverser                                         |
| Résidence Hinata (construction)                                    | Cannes               | 39 avenue du Roi-Albert-1er Californie - Pezou                           | 43° 33′ 07″ nord, 7° 02′ 37″ est  |        | Patrimoine balnéaire « Base Mérimée », notice no IA06000452 | 1969 | Image manquante Téléverser                                         |
| Centre d'activités (Projet non réalisé)                            | Cannes               | Pointe Croisette                                                         | 43° 32′ 39″ nord, 7° 02′ 11″ est  |        | Cité de l'architecture et du patrimoine                     | 1969 | Image manquante Téléverser                                         |
| Hippodrome de Maisons-Laffitte (restructuration)                   | Maisons-Laffitte     | 1 avenue de la Pelouse                                                   | 48° 57′ 24″ nord, 2° 10′ 15″ est  |        | In Situ Revue des patrimoines                               | 1970 | Image manquante Téléverser                                         |
| Résidence Le Fournas (construction)                                | Vallauris            | 25 avenue Pablo Picasso Avenue des Martyrs de la Résistance              | 43° 34′ 30″ nord, 7° 03′ 21″ est  |        | PSS-archi.eu                                                | 1970 | Image manquante Téléverser                                         |
| Résidence Jardins de l'étoile (construction)                       | Le Cannet            | 44 avenue Franklin Roosevelt                                             | 43° 34′ 20″ nord, 7° 00′ 07″ est  |        | PSS-archi.eu                                                | 1970 | Image manquante Téléverser                                         |
| Résidence des Mirandoles (construction)                            | Le Cannet            | 69 chemin de l'Aubarède                                                  | 43° 34′ 02″ nord, 6° 59′ 10″ est  |        | PSS-archi.eu                                                | 1971 | Image manquante Téléverser                                         |
| Résidence Antarès (construction)                                   | Cannes               | 136 rue d'Antibes rue de Lérins Centre-ville - Croisette                 | 43° 33′ 07″ nord, 7° 01′ 38″ est  |        | PSS-archi.eu                                                | 1971 | Image manquante Téléverser                                         |
| Résidence Le Camarat (construction)                                | Cannes               | 77 boulevard Leader La Croix-des-Gardes                                  | 43° 33′ 19″ nord, 6° 59′ 21″ est  |        | Architecture des Trente Glorieuses                          | 1971 | Image manquante Téléverser                                         |
| Résidence Prévert (construction)                                   | Mandelieu-la-Napoule | 670 avenue Janvier Passero                                               | 43° 33′ 07″ nord, 6° 56′ 15″ est  |        | PSS-archi.eu                                                | 1971 | Image manquante Téléverser                                         |
| Le Square de la Croisette (construction)                           | Cannes               | 20 boulevard Eugène Tripet 24 boulevard Alexandre III Pointe Croisette   | 43° 32′ 48″ nord, 7° 02′ 16″ est  |        | PSS-archi.eu                                                | 1972 | Image manquante Téléverser                                         |
| Résidence Ithaque (construction)                                   | Cannes               | 20 à 32 rue René Dunan La Bocca                                          | 43° 33′ 06″ nord, 6° 58′ 11″ est  |        | PSS-archi.eu                                                | 1972 | Image manquante Téléverser                                         |
| Résidence Montfleury (construction)                                | Cannes               | 48 boulevard Montfleury Californie - Pezou                               | 43° 33′ 19″ nord, 7° 01′ 54″ est  |        | Architecture des Trente Glorieuses                          | 1973 | Image manquante Téléverser                                         |
| Villa Mariposa (construction)                                      | Cannes               | 56 et 58 avenue du Roi-Albert-1er Californie - Pezou                     | 43° 33′ 00″ nord, 7° 02′ 54″ est  |        | Patrimoine balnéaire « Base Mérimée », notice no IA06000330 | 1973 | Image manquante Téléverser                                         |
| Collège des Bréguières (construction)                              | Cagnes-sur-Mer       | 1 avenue Saint-Exupéry                                                   | 43° 39′ 42″ nord, 7° 09′ 33″ est  |        | PSS-archi.eu                                                | 1973 | Image manquante Téléverser                                         |
| Parc Penh Chai (construction)                                      | Le Cannet            | boulevard de l'Olivetum                                                  | 43° 34′ 10″ nord, 7° 01′ 30″ est  |        | PSS-archi.eu                                                | 1974 | Image manquante Téléverser                                         |
| Incinérateur (construction)                                        | Cannes               | Île Sainte-Marguerite Îles de Lérins                                     | 43° 31′ 13″ nord, 7° 02′ 50″ est  |        | PSS-archi.eu                                                | 1974 | Image manquante Téléverser                                         |
| Résidence Eden Palm (construction)                                 | Cannes               | 11 avenue du Maréchal Kœnig Californie - Pezou                           | 43° 33′ 14″ nord, 7° 02′ 10″ est  |        | PSS-archi.eu                                                | 1975 | Image manquante Téléverser                                         |
| Résidence Apollo (construction)                                    | Cannes               | 30 avenue du Maréchal Kœnig Californie - Pezou                           | 43° 33′ 10″ nord, 7° 02′ 13″ est  |        | PSS-archi.eu                                                | 1975 | Image manquante Téléverser                                         |
| Résidence La Licorne (construction)                                | Cannes               | 23 avenue Francis Tonner La Bocca                                        | 43° 32′ 55″ nord, 6° 58′ 55″ est  |        | PSS-archi.eu                                                | 1975 | Image manquante Téléverser                                         |
| Cannes Marina Le Surcouf, Le Concorde et Le Suffren (construction) | Mandelieu-la-Napoule | Avenue de la Marine royale                                               | 43° 32′ 08″ nord, 6° 56′ 06″ est  |        | PSS-archi.eu                                                | 1975 | Cannes Marina Le Surcouf, Le Concorde et Le Suffren (construction) |
| Cannes Marina L'Ilette du Riou (construction)                      | Mandelieu-la-Napoule | Avenue du Riou                                                           | 43° 31′ 41″ nord, 6° 56′ 21″ est  |        | Architecture des Trente Glorieuses                          | 1975 | Image manquante Téléverser                                         |
| Hippodrome d'Auteuil (restructuration)                             | Paris 16e            | Route d'Auteuil-aux-lacs                                                 | 48° 51′ 09″ nord, 2° 15′ 15″ est  |        | In Situ Revue des patrimoines                               | 1976 | Hippodrome d'Auteuil (restructuration)                             |
| Palais des festivals (Projet non réalisé)                          | Cannes               | 1 boulevard de la Croisette Centre-ville - Croisette                     | 43° 33′ 04″ nord, 7° 01′ 03″ est  |        | Cité de l'architecture et du patrimoine                     | 1978 | Image manquante Téléverser                                         |
| Phare du Vieux-Port de Cannes (construction)                       | Cannes               | Jetée du Vieux-Port de Cannes Le Suquet                                  | 43° 32′ 42″ nord, 7° 01′ 03″ est  |        | Inventaire Barreth                                          | s.d. | Phare du Vieux-Port de Cannes (construction)                       |
| Caisse mutuelle agricole (construction)                            | Gap                  | 25 avenue du Commandant-Dumont                                           | 44° 33′ 52″ nord, 6° 05′ 01″ est  |        | Inventaire Barreth                                          | s.d. | Image manquante Téléverser                                         |
| Centre d'affaires (construction)                                   | Abidjan              | Côte d'Ivoire                                                            | 5° 20′ 37″ nord, 4° 01′ 42″ ouest |        | Inventaire Barreth                                          | s.d. | Image manquante Téléverser                                         |
| Hôtel (construction)                                               | Bangui               | République centrafricaine                                                | 4° 22′ 15″ nord, 18° 33′ 21″ est  |        | Inventaire Barreth                                          | s.d. | Image manquante Téléverser                                         |
| Quartier (plan d'aménagement)                                      | Ndjamena             | Tchad                                                                    | 12° 06′ 32″ nord, 15° 02′ 39″ est |        | Inventaire Barreth                                          | s.d. | Image manquante Téléverser                                         |